# Enrico Colantoni
Enrico Colantoni (ur. 14 lutego 1963 w Toronto) – kanadyjski aktor filmowy, telewizyjny i teatralny.
Występował jako Elliot DiMauro w sitcomie NBC Ja się zastrzelę (1997–2003), Keith Mars w serialu The CW Weronika Mars (2004–2007, 2019), sierżant Gregory Parker w serialu policyjnym CTV Punkt krytyczny (2008–2012) i walczący o władzę gangster Carl Elias w serii NBC Impersonalni (2011–2016).
Colantoni urodził się w Toronto, w Ontario, jako syn Giny, pracowniczki odzieżowej, i Quintino Colantoniego, robotnika i kierowcy ciężarówki. Oboje jego rodzice byli imigrantami z Włoch, a jego brat detektyw sierżant Hector Colantoni, jest emerytowanym policjantem w Toronto Police Service. Studiował psychologię i socjologię na University of Toronto, ale przeniósł się do American Academy of Dramatic Arts w Nowym Jorku. Ukończył Yale School of Drama, wygrywając Carol Dye Award.
W latach 1997–2004 był żonaty z Nancy Snyder, z którą ma syna Quintina i córkę Madelyn. 11 listopada 2011 poślubił Rosannę Francioni. Mają czworo dzieci.

## Filmografia

### Filmy
- 1995: Pociąg z forsą jako Dooley
- 1996: Biały aligator jako agent
- 1997: Ścigany inaczej (The Wrong Guy) jako przerażający facet
- 1997: The Member of the Wedding (TV) jako pan Adams
- 1997: Eksperyment (Cloned, TV) jako Steve Rinker
- 1998: Rozwód - współczesny western (Divorce: A Contemporary Western) jako Barry
- 1999: Stygmaty (Stigmata) jako ks. Dario
- 1999: Kosmiczna załoga (Galaxy Quest) jako Mathesar
- 2001: James Dean - buntownik? (James Dean, TV) jako Elia Kazan
- 2001: A.I. Sztuczna inteligencja (Artificial Intelligence: AI) jako morderca
- 2002: Pierwsze 20 milionów (The First $20 Million Is Always the Hardest, TV) jako Francis
- 2002: Frank McKlusky, C.I. jako Scout Bayou
- 2002: Full Frontal. Wszystko na wierzchu (Full Frontal) jako Arty / Ed
- 2003: The Vest (film krótkometrażowy) jako ojciec
- 2003: Expert Witness (TV)
- 2004: Criminal – Wielki przekręt (Criminal) jako książkowy człowiek
- 2008: Centralne biuro uwodzenia (My Mom's New Boyfriend) jako Enrico, szef kuchni
- 2011: Epidemia strachu (Contagion) jako Dennis French
- 2013: Versace. Geniusz, sława i morderstwo (House of Versace) jako Gianni Versace
- 2014: Weronika Mars jako Keith Mars
- 2019: Cóż za piękny dzień (A Beautiful Day in the Neighborhood) jako Bill Isler

### Seriale TV
- 1994: Prawo i porządek (Law & Order) jako Ron Blocker
- 1994: Oblicza Nowego Jorku (New York Undercover) jako David Kinsoling
- 1994–1995: Nowojorscy gliniarze (NYPD Blue) jako Danny Breen
- 1995–1996 : Hope & Gloria jako Louis Utz
- 1997: Life’s Work jako Marty Cranepool
- 1997–2003: Ja się zastrzelę (Just Shoot Me!) jako Elliot DiMauro
- 2000: Trzecia planeta od Słońca jako Frank
- 2011–2016: Impersonalni jako Carl Elias
- 2001: Po tamtej stronie jako Michael Burr
- 2002: Kim Kolwiek (Kim Possible) jako dr Cyrus Bortel (głos)
- 2003: Whoopi jako Victor
- 2003: Liga Sprawiedliwych jako Glorious Gordon Godfrey (głos)
- 2003: Poszukiwani (1-800-Missing) jako Charles Denton
- 2003: Gwiezdne wrota jako Burke
- 2004: Detektyw Monk jako Joe Christie
- 2004: Kim Kolwiek (Kim Possible) jako dr Cyrus Bortel (głos)
- 2004–2007, 2019: Weronika Mars jako Keith Mars
- 2007: CSI: Kryminalne zagadki Las Vegas jako Preston
- 2007: Wzór jako Ben
- 2008: Bracia i siostry jako Evan
- 2008–2012: Punkt krytyczny jako sierżant Gregory Parker
- 2009: Melanż z muchą jako Gordon McSpadden
- 2010: Kości jako Micah Leggat
- 2011–2016: Impersonalni jako Charlie Burton / Carl Elias
- 2013: Malibu Country jako Leslie Sallinger
- 2013: Magazyn 13 jako Anthony Bishop
- 2013: Rozpalić Cleveland jako Julian
- 2014: Republika Doyle’ów jako Donny Pearl
- 2014–2016: Tajemnice Laury jako kpt. Dan Hauser
- 2015: Nowe gliny jako jednostka K-9
- 2016: American Gothic jako major Conley
- 2016: Powers jako senator Bailey Brown / Cobalt Knight
- 2016–2018: iZombie jako detektyw Lou Benedetto
- 2017: Okup jako Joe Morris
- 2017: Madam Secretary jako Jim Fox
- 2018: Sprawa idealna jako Patrick Basehart
- 2020: Westworld jako Whitman